# John Hargrave
John Gordon Hargrave (1894 – 21 novembre 1982) è stato un politico britannico, figura di spicco del movimento britannico per il credito sociale.

## Storia
Nasce in una famiglia itinerante di quaccheri, ed aderisce nel 1908 ai boy scout assieme al suo amico naturalista Ernest Thompson Seton, divenendo ben presto un capo scout.
Durante la prima guerra mondiale partecipa come crocerossino alla battaglia di Gallipoli. Disgustato dagli orrori, diventa pacifista, e fonda il gruppo Kindred of Kibbo Kift, in opposizione con il movimento scout di Sir Robert Baden-Powell.
Ha una particolare propensione per l'osservazione degli uccelli, e studia molto il picchio dal becco giallo.
Incontra Clifford Hugh Douglas nel 1923, di cui rimane affascinato. Le sue teorie sul credito sociale gli paiono la soluzione a tutti i problemi del mondo.
Nel 1932 entra nel Partito del Credito Sociale di Gran Bretagna e Irlanda del Nord, ed in tale veste partecipa ad atti di violenza contro il Partito Comunista di Gran Bretagna e contro il British Union of Fascists. Depresso per il fatto che molti suoi compagni di partito finiscano per confluire in questo, si reca in Canada dove si candida anche alle elezioni, senza grande successo.
Muore il 21 novembre 1982.

## Opere
Testi pubblicati:
- Lonecraft (1913)
- At Suvla Bay (1916)
- The Wigwam Papers (1916)
- The Totem Talks (1918)
- Tribal Training (1919)
- The Great War Brings It Home (1919)
- The Confession of the Kibbo Kift (1927)
- The Alberta Report (1937)
- Words Win Wars (1940)
- Social Credit Clearly Explained (1945)
- The Life And Soul Of Paracelsus (1951)
- The Paragon Dictionary (1952)
- The Suvla Bay Landing (1964)
- The Facts of the Case Concerning the Hargrave Automatic Navigator for Aircraft (1969)